# Pál Turán
Pour les articles homonymes, voir Turan.
Dans le nom hongrois Turán Pál, le nom de famille précède le prénom, mais cet article utilise l’ordre habituel en français Pál Turán, où le prénom précède le nom.
Pál Turán, né le 18 août 1910 à Budapest et décédé le 26 septembre 1976, est un mathématicien hongrois connu comme l'auteur du théorème de Turán. Son nombre d'Erdős est 1.
Il était l'époux de Vera Sós Turán, mathématicienne elle aussi.

## Distinctions
- Médaille Tibor-Szele (1975)